# Łabica
Łabica – jezioro w woj. zachodniopomorskim, w powiecie wałeckim, w gminie Mirosławiec, leżące na terenie Pojezierza Wałeckiego.

## Dane morfometryczne
Powierzchnia zwierciadła wody według różnych źródeł wynosi od 26,0 ha przez 28,0 ha do 45,12 ha (lustra wody) lub 48,90 ha (ogólna).
Zwierciadło wody położone jest na wysokości 96,8 m n.p.m. lub 98,5 m n.p.m. Średnia głębokość jeziora wynosi 2,3 m, natomiast głębokość maksymalna 5,7 m.

## Hydronimia
Dane z państwowego rejestru nazw geograficznych podają Łabica jako nazwę tego jeziora. Według spisu opracowanego przez Komisję Nazw Miejscowości i Obiektów Fizjograficznych (KNMiOF) nazwa tego jeziora to Jezioro Łowickie. W różnych publikacjach i na mapach topograficznych jezioro to występuje pod nazwą Łowicz.
Dane z państwowego rejestru nazw geograficznych podają oboczne nazwy tego jeziora: Jezioro Łowickie i Łowicz.